# Wonder Girls
Wonder Girls je južnokorejski ženski pop sastav osnovan putem emisije MTV Wonder Girls 2006. godine u Seulu.  Tijekom godina postava se mijenjala, sadašnju postavu čine reperica Yubin te pjevačice Yeeun, Sunmi i Hyerim. Sastav je najpoznatiji po svom singlu "Nobody" iz 2008. Taj singl izdan je i na engleskom jeziku te se plasirao na broj 76 na američkoj ljestvici Billboard Hot 100. Time su Wonder Girls postale prvi južnokorejski sastav čiji je singl debitirao na toj ljestvici. Godine 2012. izdaju drugi američki singl "Like Money" na kojem gostuje američki glazbenik Akon. Do sada su izdale tri studijska albuma, od kojih su sva tri bila vrlo uspješna.
Wonder Girls su osnovane 2006. Prvu postavu su činile Sunye, Sunmi, Yeeun, Sohee i Hyuna, koja je kasnije napustila grupu. Godine 2007. u grupu ulazi Yubin te izdaju prvi album The Wonder Years. Godine 2008. izdaju svjetski hit "Nobody" koji ih je proslavio. Sunmi napušta grupu 2010. pa je zamjenjuje Hyerim. Njihov drugi album Wonder World izdan je 2011. Proslavile su se i u Kini svojim albumom Wonder Girls: Special Edition (2010.). Godine 2013. grupu napuštaju Sohee i Sunye. Godine 2015. u grupu se vraća Sunmi te izdaju treći album Reboot 3. kolovoza. Reboot je debitirao na broju 2 u Koreji te na broju 25 u SAD-u. Njihovi najveći hitovi su "Tell Me", "So Hot", "Nobody" "Be My Baby" i "I Feel You".

## Povijest sastava

### 2006.−2009.:The Wonder YearsiThe Wonder Years: Trilogy
Wonder Girls su prvi put predstavljene tijekom emisije MTV Wonder Girls 2006. Njihov prvi koncert održan je u MTV studiju gdje su pjevale pjesmu grupe Pussycat Dolls "Don't Cha" te njihove pjesme "Irony" i "It's Not Love". Sunye je pjevala pjesmu grupe Destiny's Child "Stand Up for Love" dok su ostale članice pjevale pjesmu "Together Again" pjevačice Janet Jackson.
Njihov prvi singl "Irony" izdan je u veljači 2007. kao prvi singl s njihovog prvog EP-a The Wonder Begins. EP je prodao više od 11 400 kopija iste godine. Njihov službeni klub obožavatelja "Wonderfuls" je također osnovan. Tada su imale nekoliko nastupa u Kini i naučile kineski jezik. U ljeto 2007. članice su zadobile ozljede i zdravstvene probleme: Sohee je ozljedila koljeno pri padu s motora na snimanju filma, a Hyuna je službeno napustila grupu radi zdravstvenih razloga. Hyunu je zamijenila Yubin, reperica i plesačica, koja je prvi put nastupila s pjesmom "Tell Me". Njihov prvi studijski album The Wonder Years izdan je u rujnu 2007. "Tell Me" je izdat kao drugi singl, debitiravši na broju jedan u Koreji i Tajlandu. Sastav je nastavio promovirati album: izdaju singl "This Fool" te se pojavljuju na raznim kvizovima, radio stanicama, glazbenim festivalima i na posebnim koncertima s grupama kao npr. Big Bang i Girls' Generation.
U veljači 2008. pridružuju se njihovom menadžeru Park Jin-Youngu na njegovoj svjetskoj turneji. Dok su bile u New Yorku, dobile su ponudu da snime spot za njihovu pjesmu "Wishing on a Star".
Dana 22. svibnja 2008. izdan je njihov novi singl "So Hot". Istoimeni EP izdan je 3. lipnja. Nakon kratke pauze, grupa izdaje singl "Nobody" 22. rujna 2008. kao prvi singl s trećeg EP-a The Wonder Years: Trilogy. Singl je postao broj jedan hit u Koreji te je osvojio nagradu Cyworld za pjesmu mjeseca. Grupa osvaja još puno nagrada: tri Mnet nagrade, jednu Seoul Disk nagradu te jednu Seoul Music nagradu.
U listopadu iste godine, potpisale su ugovor s agencijom Creative Artists Agency (CAA). Krajem te godine, zaradile su oko devet milijuna dolara kao grupa.
Dana 28. veljače 2009. započele su prvu turneju u Bangkoku. Krajem turneje, izdale su novu pjesmu "Now", te su najavile da će pjesma "Nobody" biti objavljena u SAD-u na engleskom jeziku i da će se pridružiti grupi Jonas Brothers na njihovoj turneji.
Grupa je izdala englesku verziju "Nobody" 26. lipnja 2009, dan prije početka turneje s Jonas Brothers. U listopadu, Nobody se plasirao na broj 76 na ljestvici Billboard Hot 100. Time su Wonder Girls postale prvi korejski sastav čiji je singl debitirao na toj ljestvici. Singl je također bio hit i u Hong Kongu i Tajvanu.

### 2010.−2012.:Wonder World
Dana 22. siječnja 2010. JYP je najavio da će Sunmi napustiti grupu i da će je pjevačica Hyerim zamijeniti. Sunmi je ostala u grupi do veljače, radi raznih planiranih događaja.
Nakon odlaska Sunmi, Wonder Girls su počele raditi na prvom albumu na engleskom jeziku, koji je trebao sadržavati nekoliko novih pjesama te engleske inačice prijašnjih pjesama. Također su planirale i turneju u siječnju 2010. odlaskom Sunmi turneja je odgođena. Dana 5. travnja najavile su turneju od 20 koncerata po SAD-u i Kanadi. Turneja Wonder Girls Tour započela je 4. lipnja.
Dana 15. svibnja izdaju četvrti EP 2 Different Tears. EP je snimljen na tri jezika: kineski, korejski i engleski. Spot za singl "2 Different Tears" izdan je isti dan. U spotu glume njihov menadžer Park Jin-Young te američko-korejski komičar Bobby Lee. Između 15. i 31. svibnja grupa je promovirala EP. Dana 22. svibnja nastupile su na M! Countdown te osvojile nagradu. Nastupile su na mnogim emisijama s pjesmom "2 Different Tears" kao npr. Win Win i Happy Together. Dana 29. srpnja započela je četvrta i posljednja sezona njihove emisije MTV Wonder Girls. Završila je u kolovozu. Dana 30. srpnja, Mnet je počeo prikazivati novu emisiju Made in Wonder Girls koja je prikazivala događaje iza scena.
U siječnju 2011. Park Jin-Young najavio je album na kojem su radili Rodney Jerkins i Claude Kelly. Dok je trajao Chloe Fashion Show, Sunye je izjavila kako nije sigurno hoće li dodati mandarinske pjesme na novi album no da će možda snimiti mandarinski album za fanove iz Kine. Dana 24. lipnja osvojile su nagradu China Mobile Miguhui za više od 5 milijuna downloada njihovih singlova "Tell Me", "Nobody" i "2 Different Tears". Dana 30. lipnja najavile su nastup na Specijalnim olimpijskim igrama u Ateni. Nastup je održan 4. srpnja, a pjevale su korejsku tradicionalnu pjesmu "Arirang" te njihove pjesme "Nobody" i "Tell Me".
Njihovi drugi album Wonder World izdan je 7. studenog. S njega su skinuta četiri singla: "Be My Baby", "Me, In", "G.N.O." i "Girls Girls". Dana 11. siječnja 2012. izdale su novi singl "The DJ Is Mine" kao soundtrack s njihovog filma The Wonder Girls. Singl je bio broj jedan u Koreji. Film je bio vrlo uspješan te su dobile ponude od raznih američkih tvrtki. Dana 3. lipnja izdan je njihov peti EP Wonder Party. Novi singl "Like This" postao je hit. Sredinom lipnja, najavljeno je da će grupa debitirati u Japanu jer se japanska producentska kuća DefStar Records zainteresirala za njihov singl "Nobody". Prvi japanski singl, EP i DVD Nobody for Everybody izdani su 25. srpnja. Dana 10. srpnja izdan je novi američki singl "Like Money" na kojem gostuje američki glazbenik Akon. Dana 21. i 22. srpnja, Wonder Girls i Akon su nastupili na Green Groove Festival.
Dana 5. rujna grupa je nastupila na iHeartRadio. Pjevale su nove pjesme "Ouch", "Stay Together" i "Wake Up". Dana 14. studenog izdale su kompilacijski album Wonder Best, koji je bio na tri jezika: japanskom, korejskom i engleskom.

### 2013.−2017.:Reboot
U studenom 2012. Sunye je najavila da će se udati u siječnju 2013. JYP je najavio da će grupa biti na pauzi. Grupa je nastupila zadnji put prije pauze 5. veljače u Pyeong Changu u Južnoj Koreji. Sunye napušta grupu i u listopadu rađa kćer. U prosincu, Sohee napušta grupu te potpisuje ugovor s BH Entertainment i usredotočuje se na glumačku karijeru. Kako su Sunye i Sohee napustile grupu, proširile su se glasine da se grupa raspada, no JYP je objavio da se grupa ne raspada i da će Sunye ostati u grupi.
Dana 24. lipnja 2015. bilo je najavljeno kako će se grupa vratiti nakon dvije godine pauze. Također, Sunmi se vratila u grupu prvi put nakon pet godina. Dana 20. srpnja, Sunye i Sohee su službeno napustile grupu. Grupa se vraća kao četveročlani sastav, no ovog puta ne kao plesna grupa nego kao grupa u kojoj svaka članica svira jedan instrument: Yenny svira klavir, Yubin svira bubnjeve, Sunmi svira bas-gitaru, a Hyerim gitaru. Dana 2. kolovoza izdaju hit singl "I Feel You", a dan kasnije i novi album Reboot. Reboot je debitirao na broj dva u Koreji, broju pet na američkoj ljestvici US World Albums te na broju 25, također u SAD-u. Album je prodao više od 750 000 kopija u prvom tjednu. U listopadu su glumile u emisiji Saturday Night Live Korea. Također su nastupile za doček Nove godine 2016. u Koreji. 
Dana 26. siječnja 2017. godine, JYP Entertainment je objavio da se Wonder Girls raspadaju, a samo Yubin i Hyerim obnavljaju svoje ugovore, dok su Yeeun i Sunmi odlučile napustiti tvrtku. Grupa je 10. veljače objavila svoj konačni singl 'Draw Me'; ona također služi kao proslava za svoju 10. godišnjicu od debitanta.

## Članice
- Kim Yubin - vodeća reperica, pjevačica, bubnjevi (2007. – 2017.)
- Park Yeeun (Yenny) - vodeća pjevačica, klavir (2007. – 2017.)
- Lee Sunmi (Mimi) - vodeća pjevačica, vodeća plesačica, bas-gitara (2006. – 2010., 2015. – 2017.)
- Woo Hyelim (Lim) - pjevačica, plesačica, gitara (2010. – 2017.)
- Kim Hyuna - vodeća reperica (2006. – 2007.)
- Min Sunye (Sun) - vodeća pjevačica (2006. – 2015.)
- Ahn Sohee - pjevačica (2006. – 2015.)

## Diskografija

### Albumi
- The Wonder Years (2007.)
- Wonder World (2011.)
- Reboot (2015.)

### EP-ovi
- The Wonder Begins (2007.)
- So Hot (2008.)
- The Wonder Years: Trilogy (2008.)
- 2 Different Tears (2010.)
- Wonder Party (2012.)
- Nobody for Everybody (2012.)

### Kompilacije
- Wonder Girls: Special Edition (2010.)
- Wonder Best (2012.)

## Filmografija

### Filmovi
- 2010: The Last Godfather
- 2012: The Wonder Girls

### Emisije
- 2006-2010: MTV Wonder Girls
- 2007: SBS Gayo Daejeon Music Drama
- 2008: Wonder Bakery
- 2009: Welcome to Wonderland
- 2009: The Wendy Williams Show
- 2009: So You Think You Can Dance?
- 2010: Made in Wonder Girls

## Turneje
- 1st Wonder Tour (2009-2010)
- Wonder Girls World Tour (2010)
- Wonder World Tour (2012)
- The Like Money US Tour (2012)

## Vanjske poveznice
- Službena stranica